# Rhagada cygna
Rhagada cygna är en snäckart som beskrevs av Alan Solem 1997. Rhagada cygna ingår i släktet Rhagada och familjen Camaenidae. Inga underarter finns listade i Catalogue of Life.